# Несвоя
Несво́я (укр. Несвоя) — село в Мамалыговской сельской общине Днестровского района Черновицкой области Украины.
До 2020 года входило в Новоселицкий район.
Население по переписи 2001 года составляло 1330 человек. Почтовый индекс — 60361. Телефонный код — 8 — 03733. Код КОАТУУ — 7323085101.